# Christian Whitehead
Christian Whitehead, noto anche con lo pseudonimo di The Taxman (Melbourne, 18 agosto 1992), è un informatico e programmatore australiano.
È conosciuto soprattutto per aver creato conversioni aggiornate di giochi precoci della serie Sonic della SEGA, oltre a essere il progettista principale di Sonic Mania.

## Carriera
Nel 2006, Whitehead ha lavorato come animatore 3D freelance con la società Kine Graffiti. Dal 2009 si è concentrato sullo sviluppo di giochi, sviluppando diversi tipi di giochi basati sulla serie Sonic. Nel 2009, Whitehead ha prodotto un video "proof-of-concept" di Sonic CD in esecuzione su un iPhone utilizzando il proprio motore personalizzato, il "Retro Engine".
Mentre SEGA non ha inizialmente approvato questa versione, con il video dimostrativo di Whitehead sul suo sito web che è stato riportato in seguito a causa di un ordine di cessazione e decadenza, SEGA ha finalmente cambiato idea e ha distribuito ufficialmente la conversione per Xbox 360, PlayStation 3, iPhone e Android due anni dopo.
La sua conversione ha avuto un tale successo che lo ha successivamente commissionato a convertire Sonic the Hedgehog e Sonic the Hedgehog 2 per dispositivi mobili. Anche se ha pubblicato un altro video proof-of-concept per Sonic the Hedgehog 3 nel 2014, SEGA non ha approvato il remake.
Nel 2015, è stato annunciato che Whitehead è stato coinvolto nel suo primo gioco al di fuori di Sonic, Freedom Planet 2. Nel 2017, Whitehead, in collaborazione con Headcannon e PagodaWest Games, ha sviluppato e pubblicato il proprio titolo originale nella serie Sonic, denominato Sonic Mania.

## Creazioni
| Titolo               | Anno | Sviluppatore                 | Pubblicato da       | Piattaforma                                                              |
| -------------------- | ---- | ---------------------------- | ------------------- | ------------------------------------------------------------------------ |
| Retro Sonic          | 2008 | Christian Whitehead          | Christian Whitehead | Microsoft Windows, Sega Dreamcast                                        |
| Sonic CD             | 2011 | Sonic Team                   | SEGA                | Xbox 360, PlayStation 3, iOS, Android, Ouya, Microsoft Windows, Apple TV |
| Sonic the Hedgehog   | 2013 | Sonic Team                   | SEGA                | iOS, Android, Apple TV                                                   |
| Sonic the Hedgehog 2 | 2013 | Sonic Team                   | SEGA                | iOS, Android, Apple TV                                                   |
| Sonic Mania          | 2017 | Headcannon, PagodaWest Games | SEGA                | Nintendo Switch, Xbox One, PlayStation 4, Microsoft Windows              |
| Freedom Planet 2     | 2020 | GalaxyTrail                  | GalaxyTrail         | Microsoft Windows, macOS, Linux                                          |